# Course Morat-Fribourg
La course Morat-Fribourg – en allemand : Murtenlauf –, est une course à pied qui se déroule, aujourd'hui, le premier dimanche d'octobre sur un tracé en ligne de 17,170 km sur une route plutôt vallonnée ouvert aux athlètes d'élite nationale et internationale ainsi qu'aux coureurs populaires.

## Histoire
La course contemporaine, créée en 1932, se base sur plusieurs légendes liées à l'histoire du canton de Fribourg. Le duc de Bourgogne, Charles le Téméraire (qui mourut l'année suivante aux portes de Nancy, en Lorraine), décide de s'attaquer à la ville de Berne et, en chemin, arrive aux portes de Morat le 12 juin 1476. Les habitants de la ville, assistés de troupes bernoises, sous la conduite du capitaine Adrien von Bubenberg, se cloîtrent derrière leurs murailles et résistent aux assauts de l'armée bourguignonne, jusqu'au 22 juin suivant, date à laquelle se déroule la bataille de Morat, dont les Suisses (fribourgeois et confédérés), malgré leur faiblesse, sortent victorieux. Cette bataille est depuis considérée comme un élément fondateur du canton de Fribourg qui, en 1481, rejoint la Confédération suisse (CH), en même temps que le canton de Soleure, pour rejoindre la Confédération des VIII cantons.
À ces éléments réels se greffe, ultérieurement, un mythe peut-être inspiré de la bataille de Marathon, et selon lequel un des confédérés victorieux aurait arraché sur le champ de bataille un rameau de tilleul et aurait couru jusqu'à Fribourg pour y apporter la grande nouvelle. Une autre légende prétend également que ce rameau aurait donné naissance à un tilleul, à l'endroit où le messager s'effondra, une fois sa mission accomplie.
L'idée d'une course entre Morat et Fribourg fut avancée pour la première fois, en 1904, par Théo Aeby, sculpteur et professeur au Technicum cantonal (ex-École des arts et métiers et actuelle École d'ingénieurs et d'architectes de Fribourg).
L'idée, cependant, n'est pas suivie d'effet, mais réapparaît en 1931, lorsque le peintre bernois Adolphe Flückiger court, le 12 juin, le trajet censé avoir été celui parcouru par le messager légendaire. Il rencontre Beda Hefti, ingénieur en génie civil et fondateur, en 1928, du ski-club de Fribourg, et tous deux décident d'organiser, dès l'année suivante, une première édition de ce marathon, réservée aux membres du ski-club. La même année, Beda Hefti fonde le Club Athlétique Fribourg (CAF).
En 1933, la seconde édition est ouverte à tous les coureurs désireux de participer puis, en 1936, pour tenir compte des conditions climatiques rendant pénible l'effort physique à l'approche de l'été, il est décidé de déplacer la tenue de la course au premier dimanche du mois d'octobre, l'entraînement des coureurs pouvant alors se faire, dans les semaines précédant le marathon, dans des conditions plus acceptables pour eux.
En 1938, le premier homme à descendre sous l’heure est le Zurichois Arnold Meier en 59 min 57 s.
En 1939, la course est supprimée en raison de la Seconde Guerre mondiale.
En 1952, on assiste à la première victoire d’un Fribourgeois, Pierre Page (CAF), qui l’emporte en 55 min 24 s. Il est accueilli comme un héros au pied du tilleul.
Entre 1965 et 1973, Werner Dössegger domine l'épreuve en s'imposant neuf fois d'affilée. Premier coureur à franchir la ligne d'arrivée en moins de 53 minutes, il abaisse le record à plusieurs reprises jusqu'à le porter à 50 min 50 s,,.
En 1971, le nombre de participants dépasse les 2 000 avec des « clandestines » s'invitant dans une course réservée aux hommes.
En 1975, Odette Vetter est la première femme à courir Morat-Fribourg dans l'illégalité pour se battre pour que les femmes aient aussi le droit de courir,.
En 1976, Markus Ryffel bat le record en 50 min 46 s lors de sa première victoire avant que le parcours ne soit allongé.
En 1977, les femmes et les juniors sont officiellement autorisées à courir Morat-Fribourg pour la première fois,. Pour des raisons logistiques, l’organisation de la course décide de quitter le vieux tilleul et de situer l’arrivée en haut de la route des Alpes. La nouvelle distance est 17,150 km. Le Bernois Markus Ryffel pose le premier jalon du nouveau record masculin en 54 min 36 s tandis que Marijke Moser est la toute première femme victorieuse sur Morat-Fribourg.
En 1985, un record de participation est établi avec 16 338 inscrits.
En 1986, le Portugais Manuele de Oliveira est le premier « non-Suisse » à remporter la course.
En 1996, la nouvelle distance est de 17,170 km.
En 1997, la première femme à descendre « officiellement » sous l’heure est la Bernoise Franziska Rochat-Moser en 58 min 50 s.
En 2004, le spécialiste de course en montagne Jonathan Wyatt s'impose en devenant le premier homme à terminer l'épreuve en moins de 52 minutes.
Le vainqueur masculin de l'édition 2011 et multiple champion suisse de cross-country, le Jurassien Stéphane Joly, est suspendu deux ans pour dopage. Sa victoire est annulée et c'est finalement au Kényan Daniel Kiptum que revient la victoire.
Le 6 octobre 2019, l'Éthiopienne Helen Bekele Tola entraînée par Tesfaye Eticha abaisse le record féminin du parcours en 57 min 50 s. La course est endeuillée par le décès d'un coureur après le ravitaillement de la montée de la Sonnaz.
L'édition 2020 est annulée en raison de la pandémie de Covid-19.

## Parcours
Depuis 1996, le parcours mesure 17,170 km. Le départ a lieu sur la Hauptgasse à Morat et l'arrivée sur la place Georges-Python à Fribourg. La course passe par les communes fribourgeoises de Courgevaux, Courtepin (mi-course), La Sonnaz et Granges-Paccot.
Un parcours à kilométrage réduit appelé Mini Morat-Fribourg est ouvert à tous dès l'âge de 6 ans.

## Vainqueurs
Les hommes sont classés depuis 1933. Les femmes sont classées depuis 1977.

### Distance de 17.170 km (depuis 1996)

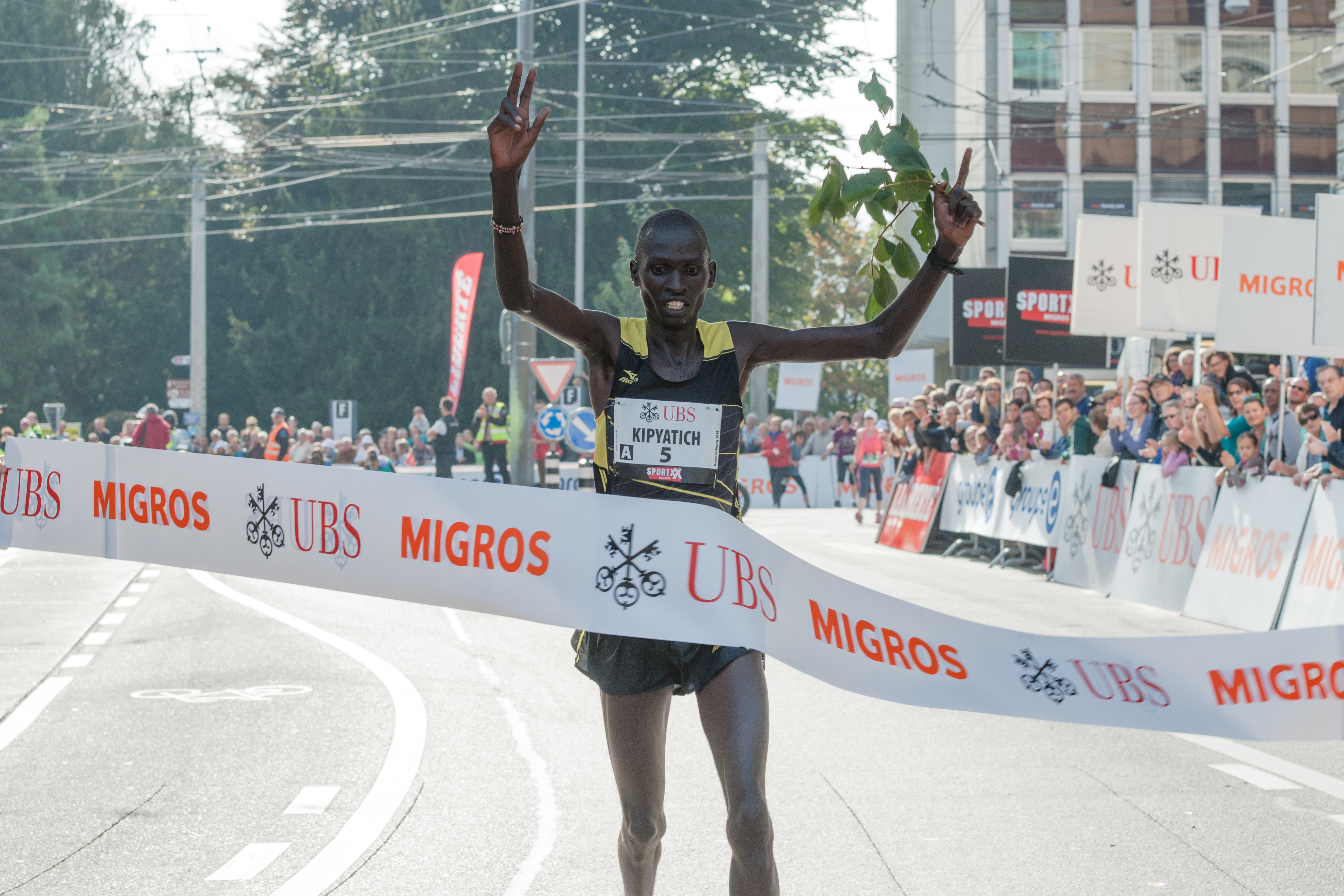
Arrivée victorieuse du Kényan Abraham Kipyatich en 2014.

### Distance de16,400km(1933-1976)
| 1933                                                              | Alexandre Zosso   | Suisse | 1 h 01 min 00 s |
| 1934                                                              | Emile Boll        | Suisse | 1 h 04 min 01 s |
| 1935                                                              | Emile Boll        | Suisse | 1 h 01 min 43 s |
| 1936                                                              | Emile Boll        | Suisse | 1 h 00 min 13 s |
| 1937                                                              | Jean Dubois       | Suisse | 1 h 00 min 23 s |
| 1938                                                              | Arnold Meier      | Suisse | 59 min 57 s     |
| 1939 : pas de compétition en raison de la Seconde Guerre mondiale |                   |        |                 |
| 1940                                                              | Arnold Meier      | Suisse | 1 h 00 min 28 s |
| 1941                                                              | Francis Berberat  | Suisse | 58 min 44 s     |
| 1942                                                              | Arnold Meier      | Suisse | 57 min 45 s     |
| 1943                                                              | Ernest Sandmeier  | Suisse | 56 min 59 s     |
| 1944                                                              | Ernest Sandmeier  | Suisse | 56 min 53 s     |
| 1945                                                              | Karl Zeller       | Suisse | 57 min 37 s     |
| 1946                                                              | Ernest Sandmeier  | Suisse | 56 min 56 s     |
| 1947                                                              | Ernest Sandmeier  | Suisse | 56 min 51 s     |
| 1948                                                              | Ernest Sandmeier  | Suisse | 56 min 49 s     |
| 1949                                                              | Auguste Sutter    | Suisse | 57 min 15 s     |
| 1950                                                              | Hans Frischknecht | Suisse | 56 min 53 s     |
| 1951                                                              | Hans Frischknecht | Suisse | 54 min 37 s     |
| 1952                                                              | Pierre Page       | Suisse | 55 min 24 s     |
| 1953                                                              | Rud Morgenthaler  | Suisse | 54 min 34 s     |
| 1954                                                              | Walter Glauser    | Suisse | 54 min 56 s     |
| 1955                                                              | Hans Frischknecht | Suisse | 53 min 54 s     |
| 1956                                                              | Hans Frischknecht | Suisse | 54 min 24 s     |
| 1957                                                              | Hans Frischknecht | Suisse | 53 min 19 s     |
| 1958                                                              | Walter Hofmann    | Suisse | 53 min 27 s     |
| 1959                                                              | Yves Jeannotat    | Suisse | 54 min 09 s     |
| 1960                                                              | Walter Vonwiller  | Suisse | 53 min 52 s     |
| 1961                                                              | Yves Jeannotat    | Suisse | 55 min 30 s     |
| 1962                                                              | Werner Fischer    | Suisse | 53 min 54 s     |
| 1963                                                              | Alfons Sidler     | Suisse | 54 min 28 s     |
| 1964                                                              | Edgar Friedly     | Suisse | 55 min 59 s     |
| 1965                                                              | Werner Dössegger  | Suisse | 52 min 32 s     |
| 1966                                                              | Werner Dössegger  | Suisse | 54 min 09 s     |
| 1967                                                              | Werner Dössegger  | Suisse | 53 min 09 s     |
| 1968                                                              | Werner Dössegger  | Suisse | 51 min 47 s     |
| 1969                                                              | Werner Dössegger  | Suisse | 51 min 11 s     |
| 1970                                                              | Werner Dössegger  | Suisse | 52 min 03 s     |
| 1971                                                              | Werner Dössegger  | Suisse | 51 min 04 s     |
| 1972                                                              | Werner Dössegger  | Suisse | 50 min 50 s     |
| 1973                                                              | Werner Dössegger  | Suisse | 51 min 15 s     |
| 1974                                                              | Fritz Rüegsegger  | Suisse | 52 min 04 s     |
| 1975                                                              | Kurt Hürst        | Suisse | 52 min 06 s     |
| 1976                                                              | Markus Ryffel     | Suisse | 50 min 46 s     |

 Record de l'épreuve

### Distance de17,150km(1977-1995)
| Année | Hommes                | Pays     | Temps       |  | Femmes                 | Pays             | Temps           |
| 1977  | Markus Ryffel         | Suisse   | 54 min 36 s |  | Marijke Moser          | Suisse           | 1 h 09 min 08 s |
| 1978  | Markus Ryffel         | Suisse   | 53 min 48 s |  | Marijke Moser          | Suisse           | 1 h 09 min 14 s |
| 1979  | Bruno Lafranchi       | Suisse   | 54 min 35 s |  | Barbara Moore          | Nouvelle-Zélande | 1 h 04 min 24 s |
| 1980  | Bruno Lafranchi       | Suisse   | 54 min 15 s |  | Vreni Forster          | Suisse           | 1 h 05 min 05 s |
| 1981  | Markus Ryffel         | Suisse   | 54 min 40 s |  | Cornelia Bürki         | Suisse           | 1 h 04 min 47 s |
| 1982  | Markus Ryffel         | Suisse   | 52 min 45 s |  | Martine Bouchonneau    | France           | 1 h 04 min 34 s |
| 1983  | Markus Ryffel         | Suisse   | 54 min 20 s |  | Martine Bouchonneau    | France           | 1 h 06 min 41 s |
| 1984  | Markus Ryffel         | Suisse   | 53 min 03 s |  | Ellen Wessinghage      | Allemagne        | 1 h 04 min 19 s |
| 1985  | Markus Ryffel         | Suisse   | 53 min 57 s |  | Hildegard Zahner       | Suisse           | 1 h 06 min 25 s |
| 1986  | Manuel de Oliveira    | Portugal | 53 min 46 s |  | Martine Oppliger       | Suisse           | 1 h 04 min 31 s |
| 1987  | Markus Ryffel         | Suisse   | 53 min 12 s |  | Martine Oppliger       | Suisse           | 1 h 02 min 19 s |
| 1988  | Manuel de Oliveira    | Portugal | 53 min 46 s |  | Sally Goldsmith        | Royaume-Uni      | 1 h 03 min 37 s |
| 1989  | Diamantino dos Santos | Brésil   | 52 min 49 s |  | Jeanne-Marie Pipoz     | Suisse           | 1 h 00 min 30 s |
| 1990  | Diamantino dos Santos | Brésil   | 53 min 57 s |  | Isabella Moretti       | Suisse           | 1 h 02 min 13 s |
| 1991  | Diamantino dos Santos | Brésil   | 53 min 33 s |  | Isabella Moretti       | Suisse           | 1 h 03 min 03 s |
| 1992  | Charles Omwoyo        | Kenya    | 53 min 33 s |  | Wioletta Kryza         | Pologne          | 1 h 01 min 25 s |
| 1993  | Charles Omwoyo        | Kenya    | 53 min 44 s |  | Alena Peterková        | Tchéquie         | 1 h 04 min 01 s |
| 1994  | Laban Chege           | Kenya    | 52 min 27 s |  | Alena Peterková        | Tchéquie         | 1 h 01 min 26 s |
| 1995  | Geoffrey Tanui        | Kenya    | 53 min 21 s |  | Fabiola Rueda-Oppliger | Suisse           | 1 h 03 min 55 s |

 Record de l'épreuve

### Distance de17,170km(depuis 1996)
| Année | Hommes                                                        | Pays                                                          | Temps                                                         |                                                               | Femmes                                                        | Pays                                                          | Temps                                                         |
| 1996  | Laban Chege (en)                                              | Kenya                                                         | 52 min 41 s                                                   |                                                               | Mellen Munyoro                                                | Kenya                                                         | 1 h 03 min 21 s                                               |
| 1997  | Semretu Alemayehu (de)                                        | Éthiopie                                                      | 52 min 06 s                                                   |                                                               | Franziska Rochat-Moser                                        | Suisse                                                        | 58 min 50 s                                                   |
| 1998  | Stéphane Schweickhardt (de)                                   | Suisse                                                        | 52 min 48 s                                                   |                                                               | Franziska Rochat-Moser                                        | Suisse                                                        | 1 h 00 min 37 s                                               |
| 1999  | Dmitri Maximov (en)                                           | Russie                                                        | 53 min 31 s                                                   |                                                               | Jelena Motalova                                               | Russie                                                        | 1 h 01 min 36 s                                               |
| 2000  | Sammy Kipruto (nl)                                            | Kenya                                                         | 54 min 17 s                                                   |                                                               | Svetlana Netschajeva                                          | Russie                                                        | 1 h 04 min 15 s                                               |
| 2001  | Hussein Abdallah                                              | Tanzanie                                                      | 53 min 36 s                                                   |                                                               | Valentina Enachi (en)                                         | Moldavie                                                      | 1 h 03 min 45 s                                               |
| 2002  | Tesfaye Eticha                                                | Éthiopie                                                      | 52 min 55 s                                                   |                                                               | Chantal Dällenbach                                            | France / Suisse                                               | 1 h 01 min 18 s                                               |
| 2003  | Tolossa Chengere                                              | Éthiopie                                                      | 52 min 45 s                                                   |                                                               | Zenebech Tola                                                 | Éthiopie                                                      | 59 min 17 s                                                   |
| 2004  | Jonathan Wyatt                                                | Nouvelle-Zélande                                              | 51 min 18 s                                                   |                                                               | Zenebech Tola                                                 | Éthiopie                                                      | 59 min 04 s                                                   |
| 2005  | Urguessa Weyessa                                              | Éthiopie                                                      | 54 min 02 s                                                   |                                                               | Tsige Worku                                                   | Éthiopie                                                      | 1 h 00 min 16 s                                               |
| 2006  | Koech Kipruto                                                 | Kenya                                                         | 53 min 43 s                                                   |                                                               | Tsige Worku                                                   | Éthiopie                                                      | 1 h 01 min 17 s                                               |
| 2007  | Tolossa Chengere                                              | Éthiopie                                                      | 52 min 25 s                                                   |                                                               | Helen Musyoka                                                 | Kenya                                                         | 59 min 57 s                                                   |
| 2008  | John Mwangangi                                                | Kenya                                                         | 52 min 08 s                                                   |                                                               | Helen Musyoka                                                 | Kenya                                                         | 1 h 01 min 10 s                                               |
| 2009  | John Mwangangi                                                | Kenya                                                         | 52 min 37 s                                                   |                                                               | Helen Musyoka                                                 | Kenya                                                         | 1 h 01 min 29 s                                               |
| 2010  | Fredrick Musyoki                                              | Kenya                                                         | 52 min 53 s                                                   |                                                               | Jane Muia                                                     | Kenya                                                         | 1 h 03 min 33 s                                               |
| 2011  | Daniel Kiptum (nl)                                            | Kenya                                                         | 53 min 24 s                                                   |                                                               | Caroline Chepkwony                                            | Kenya                                                         | 59 min 09 s                                                   |
| 2012  | Shadrack Kimaiyo                                              | Kenya                                                         | 54 min 52 s                                                   |                                                               | Nancy Koech                                                   | Kenya                                                         | 1 h 03 min 18 s                                               |
| 2013  | Bett Kiplangat                                                | Kenya                                                         | 53 min 32 s                                                   |                                                               | Martina Strähl                                                | Suisse                                                        | 1 h 03 min 02 s                                               |
| 2014  | Abraham Kipyatich                                             | Kenya                                                         | 50 min 28 s                                                   |                                                               | Viola Jelagat                                                 | Kenya                                                         | 59 min 54 s                                                   |
| 2015  | Bett Kiplangat                                                | Kenya                                                         | 51 min 58 s                                                   |                                                               | Asefa Sutume                                                  | Éthiopie                                                      | 59 min 23 s                                                   |
| 2016  | Tadesse Abraham                                               | Suisse                                                        | 53 min 29 s                                                   |                                                               | Martina Strähl                                                | Suisse                                                        | 1 h 01 min 05 s                                               |
| 2017  | Alemajehu Wodajo                                              | Éthiopie                                                      | 54 min 03 s                                                   |                                                               | Maude Mathys                                                  | Suisse                                                        | 1 h 00 min 17 s                                               |
| 2018  | Tadesse Abraham                                               | Suisse                                                        | 53 min 05 s                                                   |                                                               | Maude Mathys                                                  | Suisse                                                        | 1 h 01 min 58 s                                               |
| 2019  | Dominic Lokinyomo Lobalu                                      | Soudan du Sud                                                 | 54 min 01 s                                                   |                                                               | Helen Bekele Tola                                             | Éthiopie                                                      | 57 min 50 s                                                   |
| 2020  | Course annulée en raison de la pandémie de Covid-19 en Suisse | Course annulée en raison de la pandémie de Covid-19 en Suisse | Course annulée en raison de la pandémie de Covid-19 en Suisse | Course annulée en raison de la pandémie de Covid-19 en Suisse | Course annulée en raison de la pandémie de Covid-19 en Suisse | Course annulée en raison de la pandémie de Covid-19 en Suisse | Course annulée en raison de la pandémie de Covid-19 en Suisse |
| 2021  | Cornelius Kangogo                                             | Kenya                                                         | 52 min 12 s                                                   |                                                               | Abdurkadir Habela Genet                                       | Éthiopie                                                      | 1 h 01 min 48 s                                               |
| 2022  | Tadesse Abraham                                               | Suisse                                                        | 52 min 50 s                                                   |                                                               | Baze Kasanesh Ayenew                                          | Éthiopie                                                      | 1 h 05 min 00 s                                               |
| 2023  | Elvis Chebor Tabarach                                         | Kenya                                                         | 51 min 52 s                                                   |                                                               | Arado Gulume Tekle                                            | Éthiopie                                                      | 1 h 00 min 43 s                                               |
| 2024  | Shadrack Kipkirui Kenduiywo                                   | Kenya                                                         | 51 min 43 s                                                   |                                                               | Caroline Makandi Gitonga                                      | Kenya                                                         | 58 min 08 s                                                   |

 Record de l'épreuve

## Records
- Nombre de victoires homme : 9  Werner Dössegger (consécutives entre 1965 et 1973) ;  Markus Ryffel (entre 1976 et 1987)
- Record actuel homme :  Abraham Kipyatich en 50 min 28 s  en 2014[15]
- Record actuel femme :  Helen Bekele Tola en 57 min 50 s  en 2019[16]

### Filmographie
- Ce fleuve qui nous charrie, téléfilm mêlant fiction et reportage, tourné pendant la course de 1979 et initialement diffusé le 28 septembre 1980, sur la chaîne TSR (Télévision suisse romande).
- Morat-Fribourg 2015, tourné pendant la course de 2015 et initialement diffusé le 4 octobre 2015, sur la chaîne RTS (Radio télévision suisse) : « Morat-Fribourg 2015  - La boutique RTS », sur La boutique RTS (consulté le 28 juillet 2020).